# Staandehouding
Bij een staandehouding houdt een opsporingsambtenaar een verdachte kort ter plaatse. Als verdachte wordt vóórdat de vervolging is aangevangen, aangemerkt degene te wiens aanzien uit feiten of omstandigheden een redelijk vermoeden van schuld aan een strafbaar feit voortvloeit. Daarna wordt als verdachte aangemerkt degene tegen wie de vervolging is gericht. Een redelijk vermoeden dient objectiveerbaar te zijn. Een onguur uiterlijk kan geen "redelijk vermoeden" opleveren. 
Hierbij vraagt de opsporingsambtenaar om de identiteitsgegevens zoals naw-gegevens (naam, adres, woonplaats, etc.) van de verdachte om bijvoorbeeld een proces-verbaal te kunnen opmaken (art. 52 Wetboek van Strafvordering). Deze bevoegdheid geldt alleen ten aanzien van een verdachte. Sinds de Wet op de Identificatieplicht kan iemand zijn naam niet meer verborgen houden, maar het opgeven van een adres mag nog steeds geweigerd worden.
De staandehouding kan ook buiten heterdaad plaatsvinden. Op deze manier kan de opsporingsambtenaar de verdachte bekeuren voor een overtreding die eerder werd begaan.
Staandehouding moet niet worden verward met aanhouding of arrestatie. Bij een kleine overtreding, waarbij de verdachte normaal meewerkt, zal aanhouding niet nodig zijn.
Stilhouden betekent dat een opsporingsambtenaar iemand aanspreekt, zonder dat deze ergens van verdacht wordt.